# تئوری بیگ بنگ (فصل ۸)
فصل هشتم سریال کمدی موقعیت آمریکایی تئوری بیگ بنگ از ۲۲ سپتامبر ۲۰۱۴ شروع  و در ۷ مه ۲۰۱۵ به پایان رسید. 

## بازیگران

### شخصیت‌های اصلی
- جانی گالکی در نقش دکتر لئونارد هافستادر: فیزیکدانی با ضریب هوشی ۱۷۳ که در ۲۴ سالگی دکترا گرفته‌است. او در یک آپارتمان به همراه دوست و همکارش، شلدون کوپر زندگی می‌کند.
- جیم پارسونز در نقش دکتر شلدون کوپر: فیزیکدانی که اهل تگزاس است و از بچگی نبوغ خود را نشان داده و در ۱۱ سالگی وارد کالج شده‌است. او در ۱۶ سالگی دکترا گرفته و دارای ضریب هوشی ۱۸۷ است. او فردی بسیار خودخواه و مغرور است و توانایی‌های اجتماعی کمی دارد.
- کیلی کوئوکو در نقش پنی: دختر بلوند جوان و جذابی که همسایه شلدون و لئونارد است و لئونارد از همان ابتدا عاشق پنی می‌شود. پنی قصد دارد که بازیگر شود، اما خیلی موفق نیست. برای امرار معاش به عنوان پیش‌خدمت در رستوران چیزکیک فکتوری کار می‌کند.
- سایمون هلبرگ در نقش هاوارد والوویتز: مهندس هوافضا که یهودی است و تا فصل ششم با مادرش زندگی می‌کند. برخلاف شلدون، لئونارد و راج، او دکترا ندارد و به همین خاطر مورد تمسخر دوستانش قرار می‌گیرد به خصوص شلدون. او همواره در دفاع می‌گوید که فوق‌لیسانسش را از ام‌آی‌تی گرفته و در دنیای واقعی علم نقش دارد.
- کونال نایر در نقش دکتر راجش کوتراپالی: اخترشناس اهل دهلی نو که بیشتر دوستانش او را راج صدا می‌زنند. او به همراه شلدون بر روی نظریه استرینگ کار می‌کند. او بسیار خجالتی است و در صورتی که الکل ننوشیده باشد، نمی‌تواند با زن‌ها صحبت کند. البته این مشکل او در انتهای فصل ششم حل می‌شود.
- ملیسا راوش در نقش دکتر برنادت راستنکاوسکی: یک میکروب‌شناس که در ابتدا همکار پنی در رستوران است و توسط پنی به هاوارد معرفی می‌شود. در ابتدا آن‌ها با هم خوب نمی‌سازند، اما در ادامه رابطه آن‌ها بهتر می‌شود و در انتهای فصل ۵ ازدواج می‌کنند.
- ماییم بیالیک در نقش دکتر ایمی فارا فاولر: یک عصب‌شناس که راج و هاوارد او را در اینترنت به عنوان جفت مناسب برای شلدون پیدا می‌کنند. او از خیلی جهات شبیه شلدون است، اما علایق اجتماعی بیشتری نسبت به شلدون دارد. او همچنین با برنادت و پنی یک گروه دوستی تشکیل می‌دهد و در عروسی برنادت، ساقدوش او می‌شود.
- کوین سوزمان در نقش استوارت بلوم: صاحب مغازه کمیک‌بوک‌فروشی که شلدون، هاوارد، راج و لئونارد اغلب اوقات به آن سر می‌زنند. او بسیار شبیه به آن‌هاست جز این که توانایی اجتماعی بیشتری دارد و در مدرسه طراحی رود آیلند درس خوانده.

## قسمت‌ها
| شم. کلی | شم. در فصل | عنوان                               | کارگردان        | نویسنده | تاریخ انتشار اصلی | کد تولید | U.S. تعداد بیننده (میلیون) |
| ------- | ---------- | ----------------------------------- | --------------- | --- | ----------------- | -------- | -------------------------- |
| 160     | 1          | «The Locomotion Interruption»       | Mark Cendrowski | داستان : Jim Reynolds & Maria Ferrari & Tara Hernandez نمایشنامۀ تلویزیونی : Steven Molaro & Steve Holland & Eric Kaplan           | ۲۲ سپتامبر ۲۰۱۴   | 4X6751   | 18.08                      |
| 161     | 2          | «The Junior Professor Solution»     | Mark Cendrowski | داستان : Steven Molaro & Eric Kaplan & Steve Holland نمایشنامۀ تلویزیونی : Jim Reynolds & Maria Ferrari & Tara Hernandez           | ۲۲ سپتامبر ۲۰۱۴   | 4X6752   | 18.30                      |
| 162     | 3          | «The First Pitch Insufficiency»     | Mark Cendrowski | داستان : Chuck Lorre & Jim Reynolds & Anthony Del Broccolo نمایشنامۀ تلویزیونی : Steven Molaro & Steve Holland & Maria Ferrari     | ۲۹ سپتامبر ۲۰۱۴   | 4X6753   | 16.44                      |
| 163     | 4          | «The Hook-Up Reverberation»         | Mark Cendrowski | داستان : Steve Holland & Maria Ferrari & Tara Hernandez نمایشنامۀ تلویزیونی : Steven Molaro & Eric Kaplan & Jim Reynolds           | ۶ اکتبر ۲۰۱۴      | 4X6754   | 15.94                      |
| 164     | 5          | «The Focus Attenuation»             | Mark Cendrowski | داستان : Jim Reynolds & Maria Ferrari & Adam Faberman نمایشنامۀ تلویزیونی : Steven Molaro & Eric Kaplan & Steve Holland            | ۱۳ اکتبر ۲۰۱۴     | 4X6755   | 15.63                      |
| 165     | 6          | «The Expedition Approximation»      | Mark Cendrowski | داستان : Steven Molaro & Dave Goetsch & Tara Hernandez نمایشنامۀ تلویزیونی : Jim Reynolds & Steve Holland & Maria Ferrari          | ۲۰ اکتبر ۲۰۱۴     | 4X6756   | 16.02                      |
| 166     | 7          | «The Misinterpretation Agitation»   | Mark Cendrowski | داستان : Chuck Lorre & Eric Kaplan & Jim Reynolds نمایشنامۀ تلویزیونی : Steven Molaro & Steve Holland & Maria Ferrari              | ۳۰ اکتبر ۲۰۱۴     | 4X6758   | 16.25                      |
| 167     | 8          | «The Prom Equivalency»              | Mark Cendrowski | داستان : Jim Reynolds & Steve Holland & Jeremy Howe نمایشنامۀ تلویزیونی : Steven Molaro & Eric Kaplan & Maria Ferrari              | ۶ نوامبر ۲۰۱۴     | 4X6757   | 16.56                      |
| 168     | 9          | «The Septum Deviation»              | Anthony Rich    | داستان : Steven Molaro & Bill Prady & Maria Ferrari نمایشنامۀ تلویزیونی : Eric Kaplan & Steve Holland & Tara Hernandez             | ۱۳ نوامبر ۲۰۱۴    | 4X6759   | 16.90                      |
| 169     | 10         | «The Champagne Reflection»          | Mark Cendrowski | داستان : Steven Molaro & Tara Hernandez & David Saltzberg & Ph.D نمایشنامۀ تلویزیونی : Jim Reynolds & Steve Holland & Dave Goetsch | ۲۰ نوامبر ۲۰۱۴    | 4X6760   | 14.61                      |
| 170     | 11         | «The Clean Room Infiltration»       | Mark Cendrowski | داستان : Maria Ferrari & Tara Hernandez & Jeremy Howe نمایشنامۀ تلویزیونی : Eric Kaplan & Jim Reynolds & Steve Holland             | ۱۱ دسامبر ۲۰۱۴    | 4X6761   | 15.49                      |
| 171     | 12         | «The Space Probe Disintegration»    | Mark Cendrowski | داستان : Bill Prady & Eric Kaplan & Jim Reynolds نمایشنامۀ تلویزیونی : Steven Molaro & Steve Holland & Maria Ferrari               | ۸ ژانویه ۲۰۱۵     | 4X6762   | 18.11                      |
| 172     | 13         | «The Anxiety Optimization»          | Mark Cendrowski | داستان : Eric Kaplan & Maria Ferrari & Adam Faberman نمایشنامۀ تلویزیونی : Jim Reynolds & Steve Holland & Tara Hernandez           | ۲۹ ژانویه ۲۰۱۵    | 4X6763   | 17.25                      |
| 173     | 14         | «The Troll Manifestation»           | Mark Cendrowski | داستان : Steven Molaro & Eric Kaplan & Tara Hernandez نمایشنامۀ تلویزیونی : Jim Reynolds & Steve Holland & Maria Ferrari           | ۵ فوریه ۲۰۱۵      | 4X6765   | 17.09                      |
| 174     | 15         | «The Comic Book Store Regeneration» | Mark Cendrowski | داستان : Jim Reynolds & Maria Ferrari & Jeremy Howe نمایشنامۀ تلویزیونی : Steven Molaro & Eric Kaplan & Steve Holland              | ۱۹ فوریه ۲۰۱۵     | 4X6764   | 17.49                      |
| 175     | 16         | «The Intimacy Acceleration»         | Mark Cendrowski | داستان : Dave Goetsch & Eric Kaplan & Tara Hernandez نمایشنامۀ تلویزیونی : Steven Molaro & Jim Reynolds & Steve Holland            | ۲۶ فوریه ۲۰۱۵     | 4X6766   | 16.67                      |
| 176     | 17         | «The Colonization Application»      | Mark Cendrowski | داستان : Dave Goetsch & Jim Reynolds & Tara Hernandez نمایشنامۀ تلویزیونی : Steven Molaro & Eric Kaplan & Maria Ferrari            | ۵ مارس ۲۰۱۵       | 4X6767   | 18.17                      |
| 177     | 18         | «The Leftover Thermalization»       | Mark Cendrowski | داستان : Steven Molaro & Maria Ferrari & Jeremy Howe نمایشنامۀ تلویزیونی : Eric Kaplan & Jim Reynolds & Steve Holland              | ۱۲ مارس ۲۰۱۵      | 4X6768   | 16.13                      |
| 178     | 19         | «The Skywalker Incursion»           | Mark Cendrowski | داستان : Jim Reynolds & Tara Hernandez & Jeremy Howe نمایشنامۀ تلویزیونی : Steven Molaro & Steve Holland & Maria Ferrari           | ۲ آوریل ۲۰۱۵      | 4X6769   | 13.89                      |
| 179     | 20         | «The Fortification Implementation»  | Mark Cendrowski | داستان : Jim Reynolds & Saladin K. Patterson & Tara Hernandez نمایشنامۀ تلویزیونی : Steven Molaro & Steve Holland & Maria Ferrari  | ۹ آوریل ۲۰۱۵      | 4X6770   | 14.78                      |
| 180     | 21         | «The Communication Deterioration»   | Mark Cendrowski | داستان : Dave Goetsch & Steve Holland & Jeremy Howe نمایشنامۀ تلویزیونی : Steven Molaro & Eric Kaplan & Jim Reynolds               | ۱۶ آوریل ۲۰۱۵     | 4X6771   | 14.82                      |
| 181     | 22         | «The Graduation Transmission»       | Anthony Rich    | داستان : Chuck Lorre & Dave Goetsch & Anthony Del Broccolo نمایشنامۀ تلویزیونی : Steven Molaro & Steve Holland & Eric Kaplan       | ۲۳ آوریل ۲۰۱۵     | 4X6772   | 14.63                      |
| 182     | 23         | «The Maternal Combustion»           | Anthony Rich    | داستان : Steven Molaro & Tara Hernandez & Jeremy Howe نمایشنامۀ تلویزیونی : Chuck Lorre & Jim Reynolds & Maria Ferrari             | ۳۰ آوریل ۲۰۱۵     | 4X6773   | 13.85                      |
| 183     | 24         | «The Commitment Determination»      | Mark Cendrowski | داستان : Chuck Lorre & Jim Reynolds & Maria Ferrari نمایشنامۀ تلویزیونی : Steven Molaro & Steve Holland & Eric Kaplan              | ۷ مه ۲۰۱۵         | 4X6774   | 14.64                      |